# 巴代肯施泰特
巴代肯施泰特（德語：Baddeckenstedt，發音：[baˈdɛkənˌʃtɛt]）是德国下萨克森州沃尔芬比特尔县的市镇，面积20.45平方千米，2023年12月31日人口为3,153人。